# Église Saint-Théleau de Landaul
L'église Saint-Théleau est située au bourg de la commune de Landaul dans le Morbihan.

## Historique
L'église Saint-Théleau fait l’objet d’une inscription au titre des monuments historiques depuis le 18 février 1925.
L'église paroissiale de Landaul ayant été démolie en 1862, la chapelle Notre-Dame de Bon-Secours  voisine, construite vers 1450, devient église paroissiale en mai 1863. 
Pour donner à la nouvelle église une forme de croix, deux chapelles, une au nord, l'autre au sud de la nef sont ajoutées. 
Le portail original est conservé.

## Architecture et ornements
Le portail occidental possède des baies en anse de panier dont les voussures s'ornent de rinceaux de feuillages.
Le clocher carré s'élève sur le pignon nord.